# Kỹ thuật Chuỗi cung ứng
Kỹ thuật Chuỗi cung ứng (SCE) mô tả mong muốn hiệu suất và hiệu quả.  Thành phần thiết yếu nhất của SCE là quan điểm không thể thiếu của nó
• Tùy chỉnh cục bộ
• Kỹ thuật
• Công nghệ thông tin
Ký tự kỹ thuật không chỉ hiển thị trong nội dung của SCE mà còn trong tên của nó.
Vì SCE vẫn còn là một phương pháp rất trẻ, chỉ có một vài tác phẩm tiêu chuẩn được xuất bản cho đến nay; tuy nhiên, Kukkuk C, (Snr)    trong địa chỉ mở cửa cho ngành khai thác Nam Phi năm 2015, các trang web "SEC nên được coi là một thông lệ thượng nguồn và không nên là một đơn vị kinh doanh silo, nó có thể được tích hợp với các ngành chính khác tạo thành một phần của chuỗi giá trị ' 'Một số nguyên tắc chúng tôi áp dụng là các phiên tương tác để lập kế hoạch mặt trước, bài học kinh nghiệm trong ngành, chiến lược tối ưu hóa nạc và các giải pháp ERP / MRP cập nhật "
Do đó, định nghĩa sau đây chủ yếu đề cập đến công việc tiêu chuẩn, Kỹ thuật chuỗi cung ứng của Ban - phương pháp lập kế hoạch hậu cần tích hợp, được xuất bản vào tháng 7 năm 2010 bởi Tiến sĩ Joachim Miebach và Dominik Bühring.  Ở đây SCE được định nghĩa là một phương pháp độc lập và tổng thể để thiết kế chuỗi cung ứng.

## Nguyên tắc cơ bản và định nghĩa
Phương pháp SCE di chuyển theo định nghĩa cổ điển về chuỗi cung ứng giá trị gia tăng trong, từ và giữa các công ty và thị trường.  Do đó SCE tạo ra các cấu trúc mạng, quy trình và cơ sở dọc theo chuỗi cung ứng theo một cách nhất định.  Do đó, chiến lược, kỹ thuật và CNTT không được xem xét riêng biệt mà bằng nhau và được tích hợp trong tất cả các bước lập kế hoạch.  Do đó, các giải pháp cho thiết kế chuỗi cung ứng theo phương pháp SCE được coi là toàn diện và luôn chịu ảnh hưởng của kỹ thuật.  Tất cả các biện pháp tuân theo quy trình SCE đều tập trung vào xây dựng chuỗi cung ứng lý tưởng nhất trong khi liên quan đến tối ưu hóa chi phí, sử dụng đúng kỹ thuật và CNTT cũng như đào tạo và tích hợp nhân viên tại các trung tâm sản xuất và cơ sở hậu cần.  Đối với khu vực nói tiếng Đức, phương pháp này chủ yếu được xác định bởi Tiến sĩ Miebach.  Kỹ thuật chuỗi cung ứng cung cấp - phương pháp lập kế hoạch hậu cần tích hợp đã được xuất bản vào tháng 7 năm 2010 và cho đến nay là công trình duy nhất mô tả SCE là một phương pháp tổng thể và được xác định rõ ràng.  Theo kinh nghiệm của các nhà xuất bản, cả cách tiếp cận từ trên xuống (chủ yếu được sử dụng bởi các chuyên gia tư vấn chiến lược) cũng như cách tiếp cận từ dưới lên (được hầu hết các văn phòng kỹ thuật sử dụng làm quan điểm duy nhất) đạt được kết quả thỏa mãn khi cố gắng tạo ra chuỗi cung ứng được tối ưu hóa nhất.  Các tác giả người Pháp Alexandre Dolgui và Jean Marie Proth cũng đã xử lý từ ngữ SCE trong cuốn sách của họ Engineering Kỹ thuật chuỗi cung ứng - Phương pháp và kỹ thuật hữu ích (Springer-Verlag London Limited, 2010).  Dù sao đi nữa, các tác giả không sử dụng SCE như một phương pháp độc lập mà bao gồm các yếu tố lập kế hoạch và thực hiện đơn lẻ khác nhau của chuỗi cung ứng.  Vì vậy, trọng tâm của họ được đặt nhiều hơn vào các quy trình sản xuất và ít hơn về một cái nhìn toàn diện về chuỗi cung ứng.  Một trình điều khiển khác của từ ngữ là khu vực Cung cấp Kỹ thuật Chuỗi Cung cấp của Viện Fraunhofer, nơi SCE được hiểu là một người cho tên.  Phương pháp của lĩnh vực này vẫn sử dụng một quan niệm khá hẹp về Quản lý chuỗi cung ứng.

## Kỹ thuật chuỗi cung ứng Vs Quản lý chuỗi cung ứng (SCM)
Cách tiếp cận SCE theo định nghĩa của Tiến sĩ Miebach tự coi mình là một cơ quan thượng nguồn và nguyên tắc cơ bản cho SCM hiệu quả và hiệu quả.  SCM - như được định nghĩa bởi Hội đồng các chuyên gia quản lý chuỗi cung ứng (CSCMP) - là một công cụ kiểm soát hoạt động chiến lược cho các chuỗi cung ứng đã được cài đặt.  Ngược lại, phương pháp SCE giải quyết việc tạo hoặc tối ưu hóa cơ bản và đầu tiên của chuỗi cung ứng và tích hợp SCM như một hệ thống con để kiểm soát chuỗi cung ứng.  Các mục tiêu chung - chẳng hạn như phối hợp và tích hợp dọc theo chuỗi cung ứng liên quan đến các quy trình kinh doanh đa chức năng và quan điểm gia tăng giá trị - do đó cũng là một phần vốn có của mục tiêu SCE.

## SCE - Từ trên xuống và từ dưới lên
Giả định chung về khái niệm SCE của Miebach dựa trên nhận thức rằng cả phương pháp từ trên xuống và từ dưới lên đều không phải là phương pháp đơn lẻ mang lại kết quả thỏa mãn khi xây dựng chuỗi cung ứng.  Vì cách tiếp cận từ trên xuống khá chiến lược và do đó trước hết liên quan đến các mạng, chiến lược, nhịp điệu giao hàng và các công cụ kinh tế khác.  Sau đó, một phương pháp thực hành tốt nhất xuất hiện trong đó xác định từ trên xuống tất cả các cấu trúc và quy trình tổ chức cơ bản cũng như tất cả các cơ sở và thông số kỹ thuật.  Do đó phương pháp này rất có thể cho các công ty tư vấn chiến lược.  Cách tiếp cận từ dưới lên theo định hướng kỹ thuật liên quan đến các vấn đề về chi phí và chất lượng dọc theo chuỗi cung ứng hầu như chỉ dựa trên quan điểm kỹ thuật và do đó thường được các công ty kỹ thuật và kỹ sư nhà máy áp dụng.  Do đó, các đề xuất như cài đặt, kỹ thuật kho và tổ chức hành chính phát sinh.  Hòa giải với một tổng quan chiến lược đầy đủ hầu như không bao giờ xảy ra.  Theo cách tiếp cận SCE, chuỗi cung ứng tối ưu chỉ góp phần vào thành công của công ty nếu cấu trúc của nó được thiết kế toàn diện cũng như hiểu biết về kinh tế và kỹ thuật.  Định nghĩa chuỗi cung ứng có chủ quyền đối với các công trình kinh tế như thanh khoản của công ty gắn liền với thanh khoản (hàng tồn kho), sự hài lòng của khách hàng (độ tin cậy giao hàng), hệ thống EDV và thiết bị đầu tư cũng như các công trình phụ thuộc về kỹ thuật và quy trình như chi phí cho nhân viên và chất lượng vận chuyển hoặc giao hàng.  Vì tất cả các yếu tố của chuỗi cung ứng ảnh hưởng lẫn nhau, chúng không thể tách rời.

## Cách tiếp cận SCE có phương pháp
Phương pháp SCE có thể được tách thành 5 phần khác nhau của chu trình lập kế hoạch •
- Chỉ số hiệu suất chính (KPI) là số liệu mục tiêu

• Chiến lược mạng • Lập kế hoạch quy trình • Kỹ thuật và kinh doanh • Tối ưu hóa toàn bộ hệ thống
Về cơ bản, việc đánh giá tượng hiện tại của chuỗi cung ứng là cần thiết cũng như phát triển các kịch bản khác nhau bằng các mô hình tính toán được định lượng.  Một quan niệm - theo phương pháp này - dựa trên tình hình thực tế và dữ liệu tương ứng (định hướng theo vị trí) chứ không dựa trên thang điểm chuẩn thô.  Do đó, phương pháp SCE giả định rằng không có mô hình tính toán nào tồn tại mà có thể tự động tạo ra một giải pháp lý tưởng dựa trên tất cả các chiến lược, quy trình và kỹ thuật mạng có thể nghĩ được vì nỗ lực sẽ quá lớn.  Dọc theo chu kỳ lập kế hoạch, các giải pháp bất lợi được loại trừ từng bước nhưng các giải pháp khác sẽ được chỉ định chặt chẽ hơn.  Vì vậy, tối ưu hóa mục tiêu được đặt câu hỏi liên tục.  Các công cụ SCE quan trọng là cơ sở dữ liệu quản lý kiến thức, mô phỏng và mô phỏng, công cụ EDV để tính toán chi tiết, kinh nghiệm thực hiện trong chương trình - và quản lý dự án cũng như động lực và kinh nghiệm của các chuyên gia tên miền.

## I. Các chỉ số hiệu suất chính làm mục tiêu
Nếu thiết kế mạng lưới hậu cần theo phương pháp SCE, có một quy tắc chung: nếu không thể đo được thì không thể xây dựng được.  Do đó, tất cả các yêu cầu của chuỗi cung ứng phải được định lượng theo các chỉ số hiệu suất chính là mục tiêu mục tiêu kinh tế.  Nhìn lại sự tích hợp của các cách tiếp cận từ trên xuống và từ dưới lên, sau đó chiến lược mua, sản xuất và phân phối sẽ tham gia hệ thống từ trên trong khi dữ liệu hiệu suất và chi phí được chỉ định từ bên dưới.  Ví dụ, họ đề cập đến khả năng tiếp cận thông qua thời gian đặt hoặc trả lại số lượng.  Định nghĩa giới hạn của các loại chi phí riêng biệt không được tiến hành tại thời điểm này vì những thay đổi cần thiết có thể phát sinh nếu chi phí kho và vận chuyển nên thay đổi.

## II.  Chiến lược mạng
Phần này của chu trình lập kế hoạch SCE liên quan đến các địa điểm, mạng lưới sản xuất, hợp tác và nhà cung cấp và cũng với mức độ tập trung hóa và chuyên môn hóa và các ảnh hưởng khác trên cấu trúc mạng.  Ở đây, các cách tiếp cận mới từ một số tùy chọn hình thành trang web và định lượng các chiến lược thay thế và phù hợp với KPI mục tiêu đã đặt.  Điều này được thực hiện ví dụ bằng cách mô phỏng dòng chảy của hàng hóa.

## III.  Kế hoạch xử lý
Trước hết bước này liên quan đến các quá trình diễn ra ở cấp độ công ty.  Các quy trình này được ánh xạ trong Hệ thống hoạch định tài nguyên doanh nghiệp (ERP).  Điều này chủ yếu liên quan đến nhu cầu và lập kế hoạch tài nguyên, phát triển quy mô lô, lập kế hoạch điều phối, chiến lược bổ sung dọc theo các mức lưu trữ theo phương pháp đẩy hoặc kéo, lập kế hoạch kho và kiến trúc phần mềm nói chung.  Trong giai đoạn này, việc định lượng tất cả các quy trình cũng là cần thiết để đạt được một giải pháp lý tưởng nhất.  Đối với quá trình sử dụng mô phỏng lập kế hoạch quy trình cũng là một công cụ thích hợp để đưa ra quyết định.

## IV.  Kỹ thuật và quy trình vận hành
Bước tiếp theo là quan sát các quá trình và hệ thống ở cấp độ hoạt động.  Điều này bao gồm hệ thống vận chuyển và kho, chọn hệ thống đóng gói và đóng gói, hỗ trợ tải, hệ thống quản lý kho, lập kế hoạch du lịch, kế hoạch nhân viên và các vấn đề an toàn.  Vì các nhà sản xuất hầu hết chỉ cung cấp dữ liệu cho các giải pháp riêng, phương pháp SCE yêu cầu định lượng bổ sung các phương án có thể.  Thông thường càng nhiều dự án so sánh càng tốt được sử dụng.  Nếu chúng được thử lại về mặt cơ sở dữ liệu thì tốt hơn.  Dữ liệu kinh nghiệm được thu thập phải được cung cấp, cũng như dữ liệu hiệu suất như thời gian chơi, chọn hiệu suất, tỷ lệ lỗi hoặc hiệu suất vận chuyển.

## V. Tối ưu hóa toàn bộ hệ thống
Bước cuối cùng của chu trình lập kế hoạch SCE là tối ưu hóa toàn bộ hệ thống.  Hệ thống được mua thông qua ba bước trước đây giờ được so sánh với hệ thống bước KIP.  Qua đó, nó được phân tích xem hệ thống theo kế hoạch có đáp ứng các yêu cầu, vượt quá chúng hay không và nếu thay đổi thay thế là cần thiết.  Điều chỉnh này được thực hiện trước khi thực hiện hệ thống chuỗi cung ứng theo kế hoạch.  Hơn nữa, sự mạnh mẽ của lựa chọn thay thế được đặt câu hỏi và hiệu quả của nó được kiểm tra cùng với các yếu tố thay đổi của sản phẩm hoặc trên thị trường.  Phương pháp này cũng có thể dẫn đến nhận thức rằng các mục tiêu quá tham vọng.